# Natiaxastra

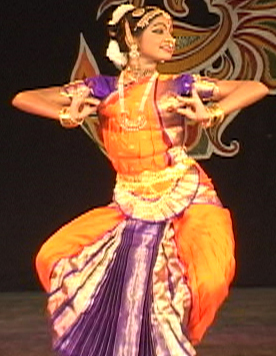
Bharatanatiam.

O Natiaxastra (Nātyaśāstra नाट्य शास्त्र) de Bharata é um dos mais antigos textos sobre o teatro, o trabalho do ator, a produção de espetáculo e a dramaturgia clássica da Índia. Abrange a dança e a música clássica da Índia, que são partes fundantes do teatro nesta cultura. Foi escrito provavelmente entre os anos 200 antes de Cristo e 200 da era cristã. Bharata, significa 'ator', Bharatamuni, o autor do tratado, seria o sábio Bharata.

## Descrição
Escrito em Sânscrito, o texto consiste de 36 capítulos compostos de 6.000 sutras ou versos. Algumas passagens foram escritas em prosa. Natiaxastra é o mais antigo texto existente sobre as formas de produção do teatro. Alguns teóricos acreditam que ele deve ter sido escrito por vários autores em diferentes épocas. O natiaxastra abrange vários elementos cenografia, dança, maquiagem, música, mímica, figurinos, sentimentos e emoções na relação com a platéia. Conforme destaca Mirka Pavlovich, o primeiro manuscrito desta antiga obra foi encontrado em 1860. É o único texto que detalha as músicas e os instrumentos da música clássica hindu deste período.
O termo natiaxastra pode ser traduzido livremente como Um Compendio sobre Teatro ou um Manual das Artes Dramáticas. Natia pode significar arte dramática. Em seu uso atual esta palavra não inclui dança ou música, mas etimologicamente a raiz da palavra sânscrita refere-se a dança. Natia é a junção de drama (atuação), música e dança, xastra quer dizer escritura. Literalmente os termos natia significa drama ou teatro e veda conhecimento.

## História
A narrativa acontece quando um número de sábios vão visitar Bharata, perguntando a ele sobre o Natiaveda. A resposta dura todo o livro, que é quase um diálogo. Bharata conta que seu conhecimento é provindo de Brahma. Em um ponto ele menciona que tem centenas de filhos que irão espalhar este conhecimento, o que sugere que ele teria um grande número de discipulos que por ele eram treinados. A criação de todos os cinco vedas foram realizados por Brahma, entretanto apenas o quinto veda poderiam ser estudados pelos membros das castas mais baixas, por isso ele teria criado o teatro para ser praticado por todos.

## Natiaveda, origens do natiaxastra

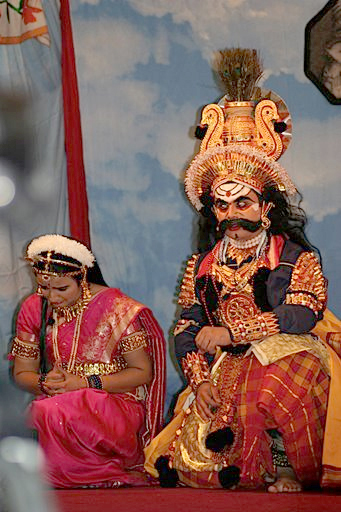
" Artista Yakshagana expressando emoção no palco"

É dito que natiaxastra foi composto pelo Deus Brahma, extraído dos quatro Vedas, assim natiaxastra é também de chamado de Natya Veda pois Brahma teria incorporado nele todas as artes e ciências que havia nos Vedas. Do Sama Veda ele retirou a música, do Rig Veda a poesia e a prosa, do Yajur Veda o gestual e a maquiagem e finalmente do Atharva Veda a representação dramática. Os Vedas não foram comunicados aos homens e só podem ser conhecidos graças ao profeta Bharata que traz aos humanos o natiaxastra. Assim, natiaxastra seria um quinto Veda, acessível aos humanos de todas as castas, para ser praticado por todos.
O último capítulo do natiaxastra afirma:

 o homem que assista adequadamente a apresentação da música e do teatro,
quando chegar o tempo de sua morte atingirá a felicidade
 e alcançará o caminho do mérito na companhia dos sábios brâmanes. (…)
Que a terra se encontre sempre cheia de grãos e livre de doenças.
Que haja paz para as vacas e os brâmanes e que o rei proteja toda a terra. (pg. 1484, vol III, 2006.)
O natiaxastra é provavelmente originado de um outro texto de Brahma, também chamado natiaveda, que conteria 36 mil slokas (versos). Infelizmente não foram encontradas cópias do natiaveda, principalmente porque os versos eram transmitidos pela tradição oral.

## Autoria
Um de seus estudiosos, Kapila Vatsyayan argumenta que a unidade do texto e certas coerências em seus capítulos poderiam evidenciar que se trata de apenas um autor, embora ele poderia não se chamar Bharata. Quase ao final do natiaxastra temos o seguinte verso "Como temos que ele sozinho é o líder da performance, incorporando vários personagens, ele é chamado Bharata". Esta frase pode indicar que Bharata é um nome genérico e não apenas um único autor. Outra versão nos remete a Bharata como um anacronimo de três silabas: bha de bhāva (ânimo), rā de rāga (fragmento melódico) e ta de tāla (ritmo). Em seu uso tradicional Bharata é compreendido como um sábio.

## Os 36 Capítulos do natiaxastra
- Origens do drama
- Descrição de um teatro
- Oferenda aos deuses no palco
- Descrição da dança Tãndava
- Antecedentes de uma peça
- Sentimentos (rasas)
- Emoção e outros estados

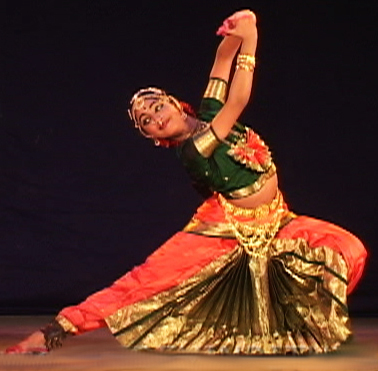
Dança clássica hindu:
O herdeiro - natiaxastra

- Gestos das seis extremidades maiores (anga) - cabeça, mãos, peito, laterais, cintura e pés
- Gestos das seis extremidades menores (upãnga)- olhos, sobrancelhas, nariz, lábio superior e bochechas.
- Outros gestos das extremidades
- Movimentos Cari (movimento conjunto com pés, canela e quadril)
- Movimentos da mandala
- Gaits e outros movimentos
- Espaços do palco e seus usos
- Representação verbal e regras de prosódia
- Formas métricas
- Dicção
- Regras no uso da linguagem
- Modos de entonação
- Dez espécies de peças
- Segmentando a peça
- Formas de estilos
- Figurinos e maquiagem
- Representação harmoniosa
- Tratando com cortezans
- Tipos de representação
- Sucesso na performance dramática
- Música instrumental
- Instrumentos de corda
- Instrumentos ocos
- Medida de Tempo
- Canções Dhruva
- Instrumentos cobertos
- Tipos de personagens
- Distribuição dos papéis
- Descida do teatro na terra

## Uma Poética da Representação
Se comparado a Poética de Aristóteles, Bharata descreve de maneira mais detalhada e como um praticante da arte do teatro e da dança, referindo-se a bhavas como a imitação de emoções que os atores representam e as rasas (emoções estéticas) que são as vivenciadas pela platéia. Segundo Bharata há oito rasas principais: amor, pena, raiva, desgosto, heroísmo, medo, terror e riso, destacando que as peças devem misturar diferentes rasas mas serem dominadas por uma delas.